# قلعة يورك
قلعة يورك هي مجمّع من الحصون التي تقع في مدينة يورك في إنجلترا، وتتألف من سلسلة من القلاع والسجون والمحاكم وغيرها من المباني التي أُنشئت على مدى القرون التسعة الماضية على الجانب الجنوبي من نهر فوس. يُشار إلى الحصن المدمر اليوم والعائد للقلعة المبنية وفق الطراز المعماري النورماني خلال العصور الوسطى باسم برج كليفورد. بُنيت القلعة في الأصل بأمر من ويليام الأول (ويليام الفاتح) للسيطرة على مملكة يورفيك السابقة والعائدة إلى الفايكينغ. شهدت القلعة تاريخًا مضطربًا في وقت مبكر قبل أن تتطور إلى حصن رئيس يحتوي على دفاعات مائية واسعة النطاق. بعد وقوع انفجار كبير في عام 1684 جعل الدفاعات العسكرية المتبقية غير صالحة للسكن، استمر استخدام قلعة يورك كسجن حتى عام 1929.
بُنيت أول قلعة من قلاع موتي وبيلي في الموقع في عام 1068 بعد غزو النورمان لمدينة يورك. وبعد تدمير القلعة على يد المتمردين وجيش الفايكنغ في عام 1069، أعيد بناء قلعة يورك وتدعيمها بدفاعات مائية واسعة النطاق، بما في ذلك خندق وبحيرة اصطناعية. وشكلت قلعة يورك حصنًا ملكيًا مهمًا في شمال إنجلترا.
قُتل 150 يهوديًا من اليهود المحليين في بوغرم (مذبحة مدبرة) في حصن القلعة الخشبي في عام 1190؛ توفي معظمهم انتحارًا كي لا يقعوا في أيدي العصابات الإجرامية. أعاد هنري الثالث بناء القلعة من الحجر في منتصف القرن الثالث عشر، فأنشأ حصنًا بتصميم فريد من نوعه على شكل حليّة رباعية الأوراق، مدعومًا بجدار حماية وبوابة كبيرة. استُخدمت قلعة يورك في أثناء الحروب الإسكتلندية بين عامي 1298 و1338 على نحوٍ متكرر، كمركز للإدارة الملكية في جميع أنحاء إنجلترا، فضلًا عن كونها قاعدة عسكرية مهمة للعمليات.
تدهور حال القلعة مع حلول القرنين الخامس عشر والسادس عشر، وأصبحت تُستخدم بشكل متزايد كسجن للمجرمين المحليين والسجناء السياسيين. ومع حلول عهد إليزابيث الأولى، قُدِّر أن القلعة فقدت كل قيمتها العسكرية، لكنها ظلت مركزًا للسلطة الملكية في يورك. وشهد اندلاع الحرب الأهلية الإنجليزية في عام 1642 إصلاح قلعة يورك وإعادة تحصينها، ولعبت دورًا في دفاع الملكيين عن يورك في عام 1644 ضد القوات البرلمانية. واستمرت قلعة يورك كحامية عسكرية حتى عام 1684، عندما دمر انفجارٌ الجزء الداخلي من برج كليفورد.
أعيد تطوير فناء القلعة على الطراز الكلاسيكي الجديد في القرن الثامن عشر كمركز لإدارة المقاطعة في يوركشاير، واستُخدمت كإصلاحية وسجن للمَدِينين. أدى إصلاح السجون في القرن التاسع عشر إلى إنشاء سجن جديد مبني على الطراز التيودوري القوطي في موقع القلعة في عام 1825؛ استُخدم أولًا كمديرية ثم كسجن عسكري، وهُدمت هذه المنشأة في عام 1935. مع حلول القرن العشرين، أصبحت أنقاض برج كليفورد وجهة سياحية معروفة ونصبًا وطنيًا؛ تمتلك هيئة التراث الإنجليزي هذا الموقع اليوم، وهو مفتوح للجمهور، أما المباني المتبقية الأخرى فتعمل كمتحف ومحكمة للتاج الملكي.

## التاريخ

### القرن الحادي عشر
كانت يورك عاصمة الفايكنغ في القرن العاشر، واستمرت كمدينة شمالية مهمة في القرن الحادي عشر. بنى ويليام الفاتح، في أول رحلة استكشافية شمالية بعد غزو النورمان لإنجلترا في عام 1068، عددًا من القلاع في جميع أنحاء شمال شرق إنجلترا، بما في ذلك قلعة في يورك. كانت هذه القلعة الأولى في يورك عبارة عن قلعة خشبية بسيطة مكونة من تل وسور، بُنيت بين نهري أوز وفوس في موقع قلعة يورك الحالية. أنشئت القلعة على عجل؛ إذ تشير الروايات المعاصرة إلى أنها بُنيت في ثمانية أيام فقط، لكن طُعن في هذه الروايات. كان عرض الرابية في الأصل نحو 200 قدم (61 مترًا) عند القاعدة. ونظرًا لبنائها في بيئة حضرية فقد كان لا بد من تدمير مئات المنازل لإفساح المجال للتوسع. عُيّن ويليام ماليت، شريف يوركشاير، مسؤولًا عن القلعة ودافع عنها بنجاح ضد الانتفاضة التي قام بها السكان المحليون.
أجرى ويليام حملته الشمالية الثانية في عام 1069 ردًا على تدهور الوضع الأمني، وبنى قلعة أخرى في يورك، على ما يُعرف اليوم بتل بيلي على الضفة الغربية لنهر أوز مقابل القلعة الأولى، في محاولةٍ لتمكين سيطرته على المدينة. كانت هذه القلعة الثانية أيضًا ذات تصميم رابية وسور للقلعة، إذ من المحتمل الوصول إلى تل بيلي عن طريق جسر أفقي ودرجات على جانب الرابية. في وقتٍ لاحق من ذلك العام، أبحر أسطول فايكنغ دنماركي إلى يورك على طول نهر همبر ونهر أوز، وهاجم كلتا القلعتين بمساعدة كوسباتريك من نورثمبريا وعدد من المتمردين المحليين. حاول النورمان إشعال النار في بعض منازل المدينة في محاولة لطرد المتمردين. خرج الحريق عن السيطرة وأشعل النيران في كاتدرائية يورك، ويزعم بعضهم أن الحريق اندلع في القلاع أيضًا. استولي على القلاع وفُككت جزئيًا وأخذ الدنماركيون ماليت كرهينة.
أجرى ويليام سلسلة واسعة النطاق من العمليات العقابية في جميع أنحاء شمال إنجلترا في أعقاب الهجمات في عامي 1069 و1070. وفّر هذا «الغزو الشمالي» نظامًا كافيًا وفعالًا للسماح بإعادة بناء القلعتين من الخشب مرة أخرى. وُسعت ساحة بيلي في قلعة يورك قليلًا في هذه العملية؛ وتشتمل المباني التي يُعتقد أنها كانت داخل الساحة في هذه الفترة على «قاعات ومطابخ وكنيسة وثكنات ومتاجر واسطبلات ومصانع وورش عمل». مع حلول الوقت الذي كُتب فيه كتاب ونشيستر (كتاب دومزداي أو كتاب يوم الحساب) في عام 1086، كانت قلعة يورك محاطة أيضًا بخندق مملوء بالمياه وبحيرة اصطناعية كبيرة تسمى بركة الملك، يغذيها نهر فوس بواسطة سد بُني لهذا الغرض. كان لا بد من تدمير مزيد من الممتلكات بما في ذلك طواحين مائية، لإفساح المجال للدفاعات. مع مرور الوقت جرى التخلي عن موقع تلة بيلي لصالح موقع القلعة الأولى، ولم يتبق سوى التل الذي لا يزال موجودًا حتى اليوم.

### القرن الثاني عشر
زار هنري الثاني قلعة يورك أربع مرات خلال مدة حكمه، وكانت الغرف الملكية في ذلك الوقت تقع داخل الحصن من أجل السلامة، ودفع هنري 15 جنيهًا إسترلينيًا لاستصلاحها، واستخدم القلعة خلال زيارته في عام 1175 كقاعدة لاستقبال تكريم ويليام أسد اسكتلندا. بنيت المطاحن المائية للقلعة بالقرب منها من أجل دعم الحامية، ومُنحت ملكيتها للمنظمة العسكرية لفرسان الهيكل في منتصف القرن الثاني عشر. وكان لا بد من إصلاح المطاحن مرارًا وتكرارًا، إذ ثَبُت أنها معرضة لخطر فيضان النهرين.

#### مجزرة اليهود
كانت قلعة يورك في عام 1190 موقعًا لواحدة من أسوأ المذابح التي حدثت في إنجلترا خلال العصور الوسطى. أدخل النورمان أول مجتمعات يهودية إلى إنجلترا، حيث احتل بعضهم دورًا اقتصاديًا خاصًا كمرابين، وهو نشاط أساس لكنه محظور. كان اليهود الإنجليز عرضة لتحيّزٍ ديني كبير وعملوا في المقام الأول ضمن البلدات والمدن التي وجدت فيها قلعة ملكية محلية يمكن أن توفر لهم الحماية في حال الهجمات من الأغلبية المسيحية. مُنحت الحماية الملكية عادةً لأن الملوك النورمان والأنجويين قرروا أن الممتلكات والديون اليهودية المستحقة لليهود ستنتمي في النهاية إلى التاج الملكي، وتعود إلى الملك عند وفاة اليهودي.
تُوِّج ريتشارد الأول ملكًا في عام 1189 وأعلن عن نيته الانضمام إلى الحملات الصليبية؛ ما أثار المشاعر المعادية لليهود. بدأت الشائعات تنتشر بأن الملك أمر بمهاجمة اليهود الإنجليز. وفي العام التالي في يورك، اندلعت التوترات إلى أعمال عنف. استغل ريتشارد دي مالبيس الذي كان مدينًا بالمال للتاجر اليهودي القوي هارون لينكولن، حريقًا عرضيًا لتحريض حشد محلي على مهاجمة منزل وعائلة موظف يهودي لدى هارون توفي مؤخرًا. قاد جوس يورك، زعيم الجالية اليهودية، العائلات اليهودية المحلية إلى القلعة الملكية، حيث لجأوا إلى الحصن الخشبي. حاصرت العصابات الإجرامية (الغوغاء) القلعة وعندما غادر الشرطي القلعة لمناقشة الموقف، رفض اليهود السماح له بالعودة خوفًا من دخول الغوغاء أو تسليمهم إلى الشريف. ناشد الشرطي الشريف الذي استدعى رجاله وحاصر الحصن. استمر الحصار حتى 16 مارس حين أصبح اليهود في موقفٍ يتعذر الدفاع عنه. اقترح زعيم اليهود الديني الحاخام يومتوب القيام بانتحار جماعي لتجنب القتل على يد الغوغاء، وأُحرقت القلعة لمنع تشويه أجسادهم بعد وفاتهم. لقي عديد من اليهود حتفهم في النيران لكن الأغلبية انتحروا بدلًا من تسليم أنفسهم للغوغاء. إلا أن عددًا قليلًا من اليهود استسلم ووعدوا بالتحول إلى المسيحية، لكنهم قُتلوا على يد الحشد الغاضب. توفي نحو 150 يهوديًا في المذبحة. وأعيد بناء الحصن مرة أخرى من الخشب على التل الذي ارتفع بمقدار 13 قدمًا (4,0 م) بتكلفة 207 جنيه إسترليني.